# Damien Carême

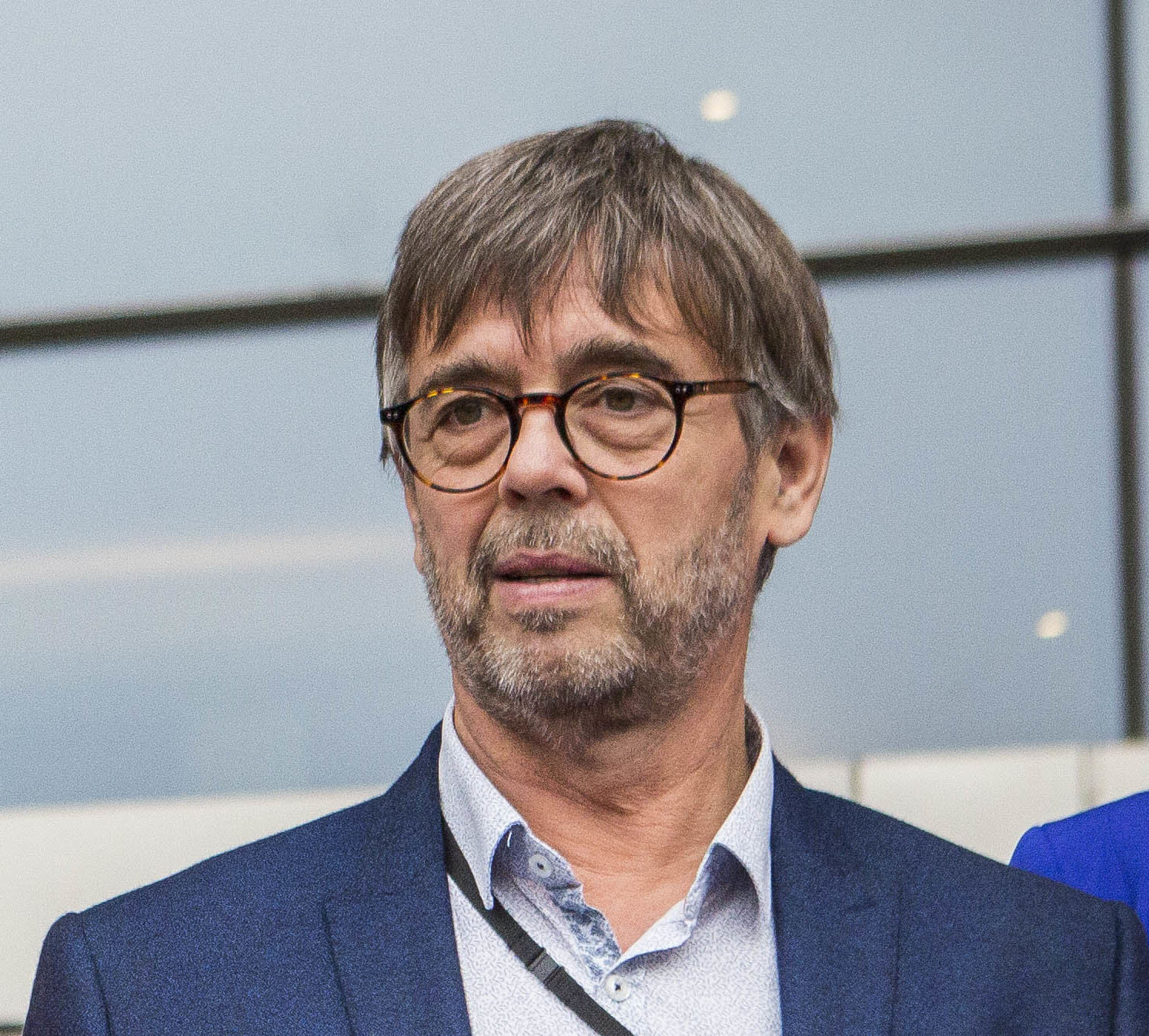
Damien Carême (2019)

Damien Carême (* 16. November 1960 in Jœuf) ist ein französischer Politiker (bis 2014 PS, 2015–2023 EELV, seit 2024 FI). Carême war gut 20 Jahre in der Lokalpolitik seiner Heimatstadt Grande-Synthe aktiv, unter anderem war er dort von 2001 bis zum Wechsel in die Europapolitik 2019 Bürgermeister. Seine städtische Umweltpolitik sowie sein Handeln während der Flüchtlingskrise erreichten überregionale Bekanntheit. Im Zuge der Europawahl 2019 gewann er ein Mandat und ist seitdem Mitglied des neunten Europäischen Parlaments als Teil der Fraktion Die Grünen/EFA. Bei der Europawahl 2024 wurde er wiedergewählt.

## Leben

### Jugend und Ausbildung
Damien Carême wurde am 16. November 1960 im lothringischen Jœuf in der Nähe von Metz geboren. 1968 zog seine Familie nach Grande-Synthe, einem Vorort von Dunkerque. Sein Vater René Carême war von 1971 bis 1992 Bürgermeister der Stadt.
Nach seiner Schulausbildung studierte er zunächst an einer Schule für Elektrotechnik, wechselte jedoch dann zu einer Ausbildung zum „soziokulturellen Pflegers“ (animateur socioculturel) und arbeitete vor allem mit Menschen mit körperlichen Behinderungen. Später war er auch in der Informatikbranche tätig.

### Engagement in der Lokalpolitik von Grande-Synthe
Damien Carême war lange Zeit Mitglied der Parti Socialiste (PS), kandidierte 2001 für das Amt des Bürgermeisters seiner Heimatstadt Grande-Synthe und gewann. Er wurde bei den Kommunalwahlen 2008 wie 2014 wiedergewählt. In seiner Amtszeit verfolgte Carême eine ambitionierte Sozial- wie Umweltpolitik: Er führte unter anderem „Ökoweiden“ ein, schuf Gemeinschaftsgärten, ließ energieeffiziente Sozialwohnungen bauen, und wies die städtischen Kantinen an, ausschließlich Ökostrom zu verwenden. 2010 erhielt die Stadt die Auszeichnung einer „Capitale de la biodiversité“.
Neben seinem Amt als Bürgermeister ließ er sich ebenso 2004 wie 2010 als Regionalrat für die inzwischen fusionierte Region Nord-Pas-de-Calais wählen. Dieses Amt führte er bis 2015 aus. Ebenso war Carême stellvertretender Präsident der Communauté urbaine de Dunkerque, und dort für ökologischen und sozialen Wandel, Umwelt und Verkehr zuständig.
Ende 2014 – nach den Kommunalwahlen – trat Carême aus der PS aus, Anfang 2015 trat er der Partei der französischen Grünen (Europe Écologie-Les Verts) bei. Im Zuge der sog. Flüchtlingskrise setzte sich Carême, im Gegensatz zu Bürgermeistern der Nachbarverwaltung, für eine humanitäre Flüchtlingspolitik ein, und schuf zahlreiche Einrichtungen und Räumlichkeiten für die Flüchtlingshilfe rein aus städtischen Mitteln. Für seine Flüchtlingspolitik erhielt Carême viel Anerkennung. Unter anderem war er 2016 Finalist des Wettbewerbs „Bester Bürgermeister der Welt“, ausgeschrieben von der City Mayors Fondation.
2014 übernahm Carême zudem den Vorsitz des Bürgermeisterverbands der Städte und Vorstädte Frankreichs (Association des maires ville et banlieue de France). Im September 2018 gründete er mit verschiedenen Bürgermeistern Frankreichs den Verein Association nationale des villes et territoires accueillants, deren Vorsitz er innehat. 2018 erhielt er zusammen mit der Aktivistin Jaha Dukureh den Nord-Süd-Preis des Europarates.

### Wechsel in die Europapolitik
2019 nominierte seine Partei Carême für die Wahlliste der Europawahl 2019. Er erhielt Platz 3 auf der gemeinsamen Liste von Europe Écologie-Les Verts (EELV), Alliance écologiste indépendante (AEI) sowie Régions et peuples solidaires. Die gemeinsame Liste gewann 13,43 Prozent und damit 13 der 79 französischen Mandate, darunter auch Damien Carême. Seitdem ist er Mitglied des neunten Europäischen Parlaments und trat der Fraktion der Grünen/EFA bei. Für seine Fraktion ist er Mitglied im Ausschuss für bürgerliche Freiheiten, Justiz und Inneres, sowie stellvertretendes Mitglied im Ausschuss für Wirtschaft und Währung und Ausschuss für Industrie, Forschung und Energie.
Ende 2023 trat Carême aus der EELV aus und zur Europawahl 2024 der Liste von La France insoumise bei, über die er erneut ins Europäische Parlament gewählt wurde. Er ist in der 10. Legislaturperiode (2024–2029) Mitglied im Petitionsausschuss und erneut im Ausschuss für bürgerliche Freiheiten, Justiz und Inneres sowie stellvertretendes Mitglied im Entwicklungsausschuss.